# 田中樹
田中樹（日语：／ Tanaka Juri，1995年6月15日—），日本偶像，出生於日本千葉縣。傑尼斯事務所旗下的團體SixTONES的一員，在團內是主持和Rap擔當。於2020年1月22日正式發行單曲出道。

## 簡歷
- 名字的由來，樹（じゅり JURI）是以為下一個會是女兒的母親是澤田研二的粉絲，故母親用了澤田研二的愛稱。
- 2007年尚未加入傑尼斯事務所時，就在參與哥哥田中聖主演連續劇特急田中3号的第一集。
- 2008年加入傑尼斯事務所。是剛上國中時，母親擅自送出履歷書。徵選會過後，即被說「去參加Hey! Say! JUMP的彩排吧。」並記住舞蹈動作，不知不覺中就成為了小傑尼斯[1]。
- 2008年11月加入Hip Hop Jump。
- 2011年12月加入R的法則的二期生，2016年3月從節目中畢業。
- 2012年4月，參與電視劇私立馬鹿蘭高校後，同年9月和私立馬鹿蘭高校的5位Jr一起演出，被大家通稱為馬鹿蘭組，他們是Johnny's Jr. Johnny's Dome theather〜SUMMERY的主要演出者。
- 2015年5月1日，在舞台劇「傑尼斯銀座2015」上，公佈了與私立馬鹿蘭高校的另外五位參演者傑西、松村北斗、森本慎太郎、京本大我及高地優吾組成小傑尼斯組合SixTONES。
- 2020年1月22日，作為SixTONES正式一員出道。

## 演出

### 電視劇
- 特急田中3号（2007年4月13日 - 6月22日、TBS） - 飾 田中次郎
- 车站便当刑警·神保德之助 第6作（2012年4月2日、TBS） - 飾 鈴木健太
- 私立馬鹿蘭高校（2012年4月14日 - 6月30日、日本電視台） - 飾 野口聡
- 愛情種子／發芽（2012年7月7日 - 9月29日、日本電視台） - 飾 海野健
- 心療中-in the Room-（2013年1月12日 - 3月3日、日本電視台） - 飾 片山光
- 周五ROADSHOW！特別劇集企画『假面教師』（2014年2月14日、日本電視台） - 飾 神楽瑛太
- 世界奇妙物語 '18秋季特別篇「mathematics般的夕暮」（2018年11月10日、富士電視台） - 飾 一成
- 黑色校規（2019年10月15日〔14日深夜〕 - 11月26日〔25日深夜〕、日本電視台） - 飾
- 救生圈 -朋友以上，不倫未滿-（2021年8月9日 - 9月27日、東京電視台） - 飾 田宮悠
- OLD ROOKIE 第3話（2022年7月17日、TBS） - 飾 秀島修平
- 刑警七人 Season9 第5・6・7話（2023年7月5日・12日・19日、朝日電視台） - 飾 井手孝也
- 單身初戀日記（2023年10月14日 - 12月9日，朝日電視台） - 飾 片山直哉
- ACMA:GAME 惡魔遊戲（2024年4月7日 - 6月9日，日本電視台） - 飾 斉藤初

### 網路劇
- 単身花盛り 花の男 - 片山直哉（2023年10月14日 - 11月26日、TELASA） - 主演・片山直哉

### 電影
- 劇場版 私立馬鹿蘭高校（2012年10月13日） - 飾 野口聡
- Vanilla Boy -Tomorrow is another day-（2016年9月3日） - 主演・松永英男（與傑西、松村北斗三人共演）
- 電影「少年們」（2019年3月29日） - 飾 情報屋（482番）
- 黑色校規（2019年11月1日） - 飾
- 劇場版 ACMA:GAME 最終之鑰（2024年10月25日） - 飾 齊藤初

### 音樂節目
- 少年倶樂部（2006年 - 、NHK BS Premium）
- ガムシャラJ's Party !!（2014年4月5日 - 2015年3月28日、朝日電視台）

### 綜藝節目
- R的法則（2011年12月21日 - 2016年3月28日、NHK教育頻道）
- ガムシャラ!（2014年4月12日 - 2016年4月2日、朝日電視台）
- すこジャニ〜ルールだらけの旅〜（2020年12月12日・2021年8月21日、富士電視台）
- オオカミ少年（2021年4月16日 - 、TBS）
- あべこべ男子の待つ部屋で（2024年5月4日 - 9月28日、日本電視台）

### 信息節目
- ラヴィット!（2021年7月、TBS） - 7月度マンスリーゲスト

### 廣播
- らじらー！サタデー（2018年4月14日、NHKラジオ第1）
- SixTONESのオールナイトニッポンサタデースペシャル（2020年4月4日、日本放送）
- J-WAVE SPECIAL MUSIC NAVIGATOR（2020年7月23日、J-WAVE）

### 广告
- 31冰淇淋 盛夏的雪人大作戰！宣傳活動「盛裝遊行」篇（2012年7月21日 - 9月9日）

### 演唱會
- フォーラム新記録!!ジャニーズJr.1日4公演やるぞ!コンサート（2009年6月7日、Tokyo Dome City Hall）
- 年末ヤング東西歌合戦!東西Jr.選抜大集合 2010!（2010年11月26 - 27日、NHK Hall）
- Johnny's Dome Theatre 〜SUMMARY2012〜（2012年9月8日 - 9日、Tokyo Dome City Hall）
- Fresh Johnny Jr. IN 橫濱體育館（2012年12月16日、橫濱體育館）
- JOHNNYS' Worldの感謝祭 in 東京ドーム（2013年3月16日 - 17日、東京ドーム）
- ガムシャラ J's Party !! Vol.2（2014年3月26日 - 28日、EX THEATER六本木）
- ガムシャラ J's Party !! Vol.4（2014年5月13日 - 14日、EX THEATER六本木）
- ガムシャラ J's Party !! Vol.5（2014年6月4日 - 5日、EX THEATER六本木）
- ガムシャラSexy夏祭り!![チーム羅]（2014年7月31日、8月2日、4日 - 5日、7日 - 8日、EX THEATER六本木）
- ガムシャラ J's Party !! Vol.6（2014年12月17日 - 18日、EX THEATER六本木）
- ガムシャラ J's Party !! Vol.7（2015年1月23日 - 26日、EX THEATER六本木）
- ガムシャラ J's Party !! Vol.9（2015年3月30日 - 4月2日、EX THEATER六本木）
- ガムシャラ! Summer Station [Team我]（2015年7月23日、24日、28日、8月8日、9日、11日、13日、14日，EX THEATER六本木）

### 舞台劇
- 新春 瀧澤革命（2009年1月1日 - 27日、帝國劇場）
- PLAYZONE2009 〜從太陽寄來的信〜（2009年7月11日 - 8月9日、青山劇場）
- DREAM BOYS（2011年9月3日 - 25日、帝國劇場）飾 樹
  - DREAM BOYS（2021年9月6日 - 29日、帝國劇場）飾 樹
  - DREAM BOYS（2022年9月8日 - 30日、帝國劇場）飾 樹
- ABC座 星劇場（2012年2月4日 - 29日、日生劇場）
- Live House 傑尼斯銀座 noon boyz + ジャニーズJr.≪Part1≫（2013年4月29日・30日・5月11日・25日・31日、THEATER CREATION）
- Live House 傑尼斯銀座 松島聡／マリウス葉 + Sexy Boyz + ジャニーズJr.≪Part1≫（2013年5月12日・26日、THEATER CREATION）
- ANOTHER（2013年9月4日 - 28日、日生劇場）飾
- Live House 傑尼斯銀座 [ジャニーズJr.Part1]（2014年5月9日 - 11日、5月28、29日，THEATER CREATION）
- 傑尼斯銀座 2015（2015年4月30日、5月1日、3日、4日、THEATER CREATION）
- 我們的七日戰爭（2025年8月24日 - 9月2日、東京建物 Brillia HALL / 9月10日 - 18日、東京建物 Brillia HALL 箕面 / 9月24日 - 28日、京都劇場 / 10月2日・3日、東海市藝術劇場 / 10月24日 - 28日、熊本城ホール / 11月7日 - 9日、東京建物 Brillia HALL）主演・菊地英治

## 外部連結
- 傑尼斯事務所官網>SixTONES專頁 （页面存档备份，存于）
- SixTONES Official website（日語）
- 田中樹在互联网电影资料库（IMDb）上的資料（英文）